# Hambruna de 1974 en Bangladés
La hambruna de 1974 en Bangladés se refiere a un periodo de hambre masiva que comenzó en marzo de 1974 y terminó alrededor de diciembre de ese mismo año. La hambruna fue causada por grandes inundaciones a lo largo del río Brahmaputra, siendo una de las peores hambrunas de las últimas décadas, y provocó una alta tasa de mortalidad.

## Resumen
Tras su independencia en 1971, la economía de Bangladés entró en crisis. Según la revista estadounidense Time:

Después de los saqueos del ejército pakistaní el pasado marzo, un equipo especial de inspectores del Banco Mundial observaron que algunas ciudades tenían aspecto de «la mañana después de un ataque nuclear». Desde entonces, la destrucción se ha multiplicado. Se estima que 6 millones de casas han quedado destruidas, y cerca de 1 400 000 de familias de campesinos carecen de herramientas o animales para trabajar sus tierras. Los sistemas de transporte y comunicación están completamente interrumpidos, las carreteras están dañadas, puentes y canales bloqueados. El saqueo del país ha sido continuo hasta que el ejército pakistaní se rindió hace un mes. En los últimos días de la guerra, los negocios con sede en Pakistán Occidental —prácticamente todas las empresas comerciales del país— enviaron todos sus fondos a sus centrales. Las líneas aéreas internacionales de Pakistán dejó exactamente 117 rupias (16$) en su cuenta de la ciudad portuaria de Chittagong. El ejército destruyó también billetes y monedas, por lo que en algunas zonas hay actualmente una severa carencia de efectivo. Se aprehendieron coches de la calle, o se confiscaron en concesionarios para enviarlos a Pakistán Occidental antes de que se cerraran los puertos

Las advertencias de una hambruna comenzaron en marzo de 1974, cuando el precio del arroz experimentó una fuerte subida. En ese mes, «comenzó una hambruna generalizada en el distrito de Rangpur», una de las tres regiones que resultarían más afectadas. Solo habían pasado dos años y tres meses desde el final de la guerra de Independencia de Bangladés (diciembre de 1971) y la creación oficial del país. El nuevo estado, con sus infraestructuras y mercados devastados, estaba lejos de poder hacer frente a la situación. La corrupción de los recién nombrados altos cargos era rampante. En abril, aunque los funcionarios gubernamentales insistían en que la crisis sería temporal, los precios del arroz seguían experimentaron fuertes subidas, y empezaron a conocerse más informes sobre hambrunas. De abril a julio, Bangladés se vio afectado por fuertes lluvias y una serie de destructivas inundaciones en el curso del río Brahmaputra, que provocaron incidentes en mayo y julio. Las posibilidades de que la cosecha de arroz sobrevivera estas inundaciones se vieron reducidas por el creciente monocultivo de variedades de arroz de alto rendimiento. Además, la vecina India se negó a cooperar con el gobierno de Bangladés. Las cosechas de arroz se perdieron y los precios se dispararon. En octubre, los precios alcanzaron su máximo y las condiciones se suavizaron en noviembre de 1974, al llegar la ayuda extranjera y la cosecha de invierno. La hambruna acabó oficialmente en diciembre, aunque la tasa de mortalidad siguió por encima de las cifras habituales hasta bien entrado el año siguiente, como suele suceder en estos casos. La gente sufrió más la hambruna en las zonas rurales. En general, la intensidad de la hambruna estuvo relacionada con la exposición a las inundaciones, que sin duda la agravaron. No obstante, aunque las advertencias de una hambruna comenzaron mucho antes que las inundaciones, popularmente se suele achacar a estos desastres.

## Tasa de mortalidad
Aunque las cifras varían según la fuente, los expertos calculan que 1,5 millones de muertes es una estimación adecuada. En esta cifra se incluyen las víctimas mortales posteriores a la hambruna. La inanición no fue el único factor: un significativo número de muertes pueden atribuirse al cólera, la malaria y la disentería. Como sucede en muchas hambrunas, el estado físico debilitado y susceptible a las enfermedades de la población resultó en una alta mortalidad posterior a la hambruna, con cifras superiores a las 450 000 muertes. Personas humildes, obreros y agricultores sin tierras fueron los más afectados.
Muchos autores están de acuerdo en que los trabajadores por cuenta ajena sufrieron la mayor mortalidad de todos los grupos. La tasa de mortalidad «entre las familias sin tierras fue tres veces superior que entre las familias con tres acres de tierra o más»

## Causas
Como suele suceder con las hambrunas, las causas de la de Bangladés fueron múltiples: inundaciones, rápido crecimiento de la población, mala administración de las reservas de grano por parte de las autoridades, legislación que restringía el movimiento de grano entre distritos, contrabando de grano hacia los países vecinos y errores en la distribución. La hambruna no afectó a todo el país ni a toda la población, sino que se concentró en zonas específicas, sobre todo en las áreas asoladas por las inundaciones.
En estudios sobre la hambruna de 1974, numerosos expertos coinciden en que la cosecha media de grano de ese año alcanzó un máximo local, por lo que consideran que «la disponibilidad de alimento no explica la hambruna de Bangladés de 1974». En su lugar, argumentan que esta hambruna no fue causada por la escasez de alimento, sino por fallos en su distribución o posesión, ya que un grupo consiguió «el dominio del mercado alimentario».
Destacan dos errores en la distribución de alimentos. El primero fue interno: la configuración específica del sistema estatal de racionamiento y del mercado dio como resultado el acaparamiento especulativo por parte de agricultores e intermediarios, con la consiguiente alza de los precios. El segundo error fue externo: Estados Unidos retuvo 2,2 toneladas de ayuda alimentaria a causa de la política de exportación de yute a Cuba, como dejó claro el entonces embajador de dicho país en Bangladés, lo que impedía que EE. UU. enviara ayuda humanitaria. Cuando Bangladés se rindió a las presiones norteamericanas y suspendió sus exportaciones a Cuba, la ayuda ya llegaba «demasiado tarde para las víctimas de la hambruna».